# 언스 투자족 먀오족 자치주
언스 투자족 먀오족 자치주 (은시토가족묘족자치주, 중국어 간체자: 恩施土家族苗族自治州, 병음: Ēnshī Tǔjiāzú Miáozú Zìzhìzhōu)는 후베이성의 남서부에 위치한 자치주이다.

## 역사
명대에는 주 남부에 시주위군민지휘사사(施州衛軍民指揮使司)가 설치된 토사(간접 지배) 지역이었지만, 청대에 개토귀류가 실시되어 직접 지배지가 되었다. 1949년에 은시 행정구(恩施行政区)가 되었고, 1983년 어시 자치주(鄂西自治州)가 성립, 1993년 현재의 명칭으로 개칭되었다.

## 주민
52.6%의 주민이 투자족, 먀오족이다. 중심지인 은시는 시 인구의 대부분이 먀오족과 투자족이다.

## 지리
언스 자치주는 후베이성남부에 위치해 있으며 남쪽은 후난성, 북쪽은 장강에 접해 있다. 면적은 24,000 sq km이다. 인구는 3,800,000명이다.

### 기후
| 언스시의 기후                                                 | 언스시의 기후 | 언스시의 기후 | 언스시의 기후 | 언스시의 기후 | 언스시의 기후 | 언스시의 기후 | 언스시의 기후 | 언스시의 기후 | 언스시의 기후 | 언스시의 기후 | 언스시의 기후 | 언스시의 기후 | 언스시의 기후   |
| 월                                                            | 1월           | 2월           | 3월           | 4월           | 5월           | 6월           | 7월           | 8월           | 9월           | 10월          | 11월          | 12월          | 연간            |
| ------------------------------------------------------------- | ------------- | ------------- | ------------- | ------------- | ------------- | ------------- | ------------- | ------------- | ------------- | ------------- | ------------- | ------------- | --------------- |
| 역대 최고 기온 °C (°F)                                        | 21.2 (70.2)   | 24.7 (76.5)   | 31.8 (89.2)   | 37.0 (98.6)   | 35.5 (95.9)   | 38.6 (101.5)  | 40.3 (104.5)  | 39.5 (103.1)  | 39.1 (102.4)  | 33.6 (92.5)   | 27.2 (81.0)   | 19.9 (67.8)   | 40.3 (104.5)    |
| 일평균 최고 기온 °C (°F)                                      | 8.7 (47.7)    | 11.4 (52.5)   | 16.6 (61.9)   | 22.6 (72.7)   | 26.3 (79.3)   | 29.5 (85.1)   | 32.2 (90.0)   | 32.7 (90.9)   | 27.9 (82.2)   | 21.6 (70.9)   | 16.2 (61.2)   | 10.2 (50.4)   | 21.3 (70.4)     |
| 일일 평균 기온 °C (°F)                                        | 5.4 (41.7)    | 7.5 (45.5)    | 11.6 (52.9)   | 16.9 (62.4)   | 20.8 (69.4)   | 24.2 (75.6)   | 26.8 (80.2)   | 26.8 (80.2)   | 22.7 (72.9)   | 17.2 (63.0)   | 12.1 (53.8)   | 6.9 (44.4)    | 16.6 (61.8)     |
| 일평균 최저 기온 °C (°F)                                      | 3.0 (37.4)    | 4.8 (40.6)    | 8.1 (46.6)    | 13.0 (55.4)   | 17.0 (62.6)   | 20.5 (68.9)   | 23.1 (73.6)   | 22.8 (73.0)   | 19.2 (66.6)   | 14.4 (57.9)   | 9.5 (49.1)    | 4.7 (40.5)    | 13.3 (56.0)     |
| 역대 최저 기온 °C (°F)                                        | −12.3 (9.9)   | −6.5 (20.3)   | −1.1 (30.0)   | 1.1 (34.0)    | 9.2 (48.6)    | 13.6 (56.5)   | 15.7 (60.3)   | 16.5 (61.7)   | 11.6 (52.9)   | 5.2 (41.4)    | −0.3 (31.5)   | −4.7 (23.5)   | −12.3 (9.9)     |
| 평균 강수량 mm (인치)                                         | 32.6 (1.28)   | 42.0 (1.65)   | 70.7 (2.78)   | 125.5 (4.94)  | 181.9 (7.16)  | 208.0 (8.19)  | 256.8 (10.11) | 152.1 (5.99)  | 134.9 (5.31)  | 114.1 (4.49)  | 73.5 (2.89)   | 27.5 (1.08)   | 1,419.6 (55.87) |
| 평균 강수일수 (≥ 0.1 mm)                                      | 12.1          | 11.9          | 14.0          | 15.1          | 16.7          | 15.6          | 15.6          | 12.8          | 12.0          | 13.9          | 12.7          | 11.0          | 163.4           |
| 평균 강설일수                                                 | 3.2           | 1.4           | 0.4           | 0             | 0             | 0             | 0             | 0             | 0             | 0             | 0             | 0.7           | 5.7             |
| 평균 상대 습도 (%)                                            | 83            | 80            | 77            | 77            | 79            | 80            | 79            | 75            | 78            | 83            | 85            | 84            | 80              |
| 평균 월간 일조시간                                            | 41.3          | 48.8          | 84.0          | 115.0         | 125.0         | 123.4         | 172.4         | 197.4         | 120.1         | 89.7          | 67.5          | 46.4          | 1,231           |
| 가능 일조율                                                   | 13            | 15            | 23            | 30            | 29            | 29            | 40            | 49            | 33            | 26            | 21            | 15            | 27              |
| 출처: 중국기상국 (평년값: 1991년~2020년, 극값: 1971년~2010년) |               |               |               |               |               |               |               |               |               |               |               |               |                 |

## 경제
언스의 토양은 셀레늄이 풍부하다. 지방에는 많은 약초를 포함한 다양한 식물군과 동물군이 있다. 산의 대부분은 처녀림으로 덮여있고 천산갑의 서식지이다.

## 행정 구역

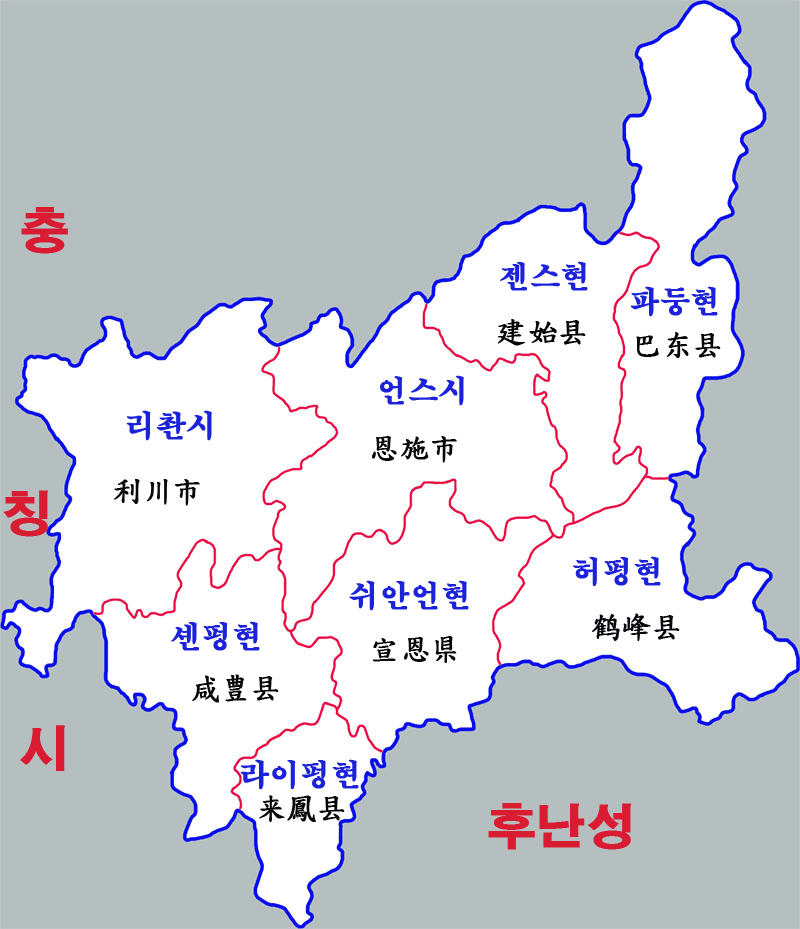
언스 투자족 마오족 자치주 현급구역

현급시
- 언스 시 (恩施市)
- 리촨 시 (利川市)

현
- 셴펑 현 (咸豊县)
- 라이펑 현 (来鳳县)
- 쉬안언 현 (宣恩県)
- 바둥 현 (巴东县)
- 젠스 현 (建始县)
- 허펑 현 (鹤峰县)